# Arie Rijk van Loon
Arie Rijk van Loon (Dordrecht, 23 juli 1870 – 's-Gravenhage, 17 oktober 1959) was een Nederlands waterbouwkundige en inspecteur-generaal van Rijkswaterstaat (1921-1930).

## Levensloop
Van Loon werd geboren aan de Kalkhaven in Dordrecht als zoon van de olieslager Lambertus van Loon Hzn. en Teuntje Geertruida Hansum. Na het behalen van het diploma aan de H.B.S. te Nijmegen in 1887 ging hij studeren aan de Polytechnische School te Delft, waar hij in 1892 afstudeerde als civiel ingenieur. Op 25 mei 1897 trouwde hij in Delft met Antonia Aafke Ingena van der Mandele, zuster van Karel Paul van der Mandele. Hun huwelijk bleef kinderloos. Van Loon overleed op 17 oktober 1959 te 's-Gravenhage en ligt begraven op de Algemene Begraafplaats Jaffa te Delft.

## Loopbaan
Van Loon begon in 1893 als adspirant-ingenieur bij Rijkswaterstaat te 's-Gravenhage. Zijn carrière verliep vervolgens langs de standplaatsen Dordrecht (1895-1896), Almelo (1896-1900), Zutphen (1900-1905), Terneuzen (1905-1911) waar hij betrokken was bij de bouw van de zeesluis (de in 2021 buiten gebruik gestelde Middensluis), 's-Hertogenbosch (1911-1915) en Breda (1915-1918). Vanuit laatstgenoemde standplaats was Van Loon behalve arrondissementsingenieur vanaf 1916 tevens waarnemend hoofdingenieur-directeur van de directie Noord-Brabant. In 1918 werd Van Loon benoemd tot hoofdingenieur-directeur van de directie Noord-Holland te Haarlem. In die hoedanigheid was hij tevens lid van de Staatscommissie Zuiderzee onder voorzitterschap van prof.dr. Hendrik Lorentz (1918-1921), de Staatscommissie Luchtvaart (1919-1921), de commissies Wijziging afsluiting van het IJ (1919-1921) en Gewapende Betonconstructies (1920) onder voorzitterschap van dr.ir. Cornelis Lely en van de Staatscommissie in zake onderzoek naar een verbeterde vaarverbinding tussen Amsterdam en de Boven-Rijn, het latere Amsterdam-Rijnkanaal (1921). 
Van 1921 tot en met 1930 stond Van Loon als inspecteur-generaal der 2e inspectie aan het hoofd van de directies van Algemeene Dienst, Groote Rivieren, Gelderland en Overijssel, Noord-Brabant en Limburg en maakte hij ambtshalve deel uit van de driehoofdige leiding van de Rijkswaterstaat. Tevens stond hij, na het eervol ontslag van Ir. W.K. Du Croix, van 1928 tot en met 1930 als waarnemend inspecteur-generaal der 1e inspectie aan het hoofd van de directies Friesland en Drenthe, Noord-Holland, Zuid-Holland, Zeeland en Groningen. Daarnaast was hij lid van de Vaartuigencommissie (1922-1924), ondervoorzitter van de Rijkscommissie Ontwatering (1922-1926, 1926-) en voorzitter van de Commissie in zake de mogelijke inpoldering van de Brabantse Biesbosch (1931-1938).

## Nevenfuncties
Naast zijn werkzaamheden voor Rijkswaterstaat was Van Loon o.a. bestuurslid van de Vereeniging van Delftsche Ingenieurs (1914-1917, 1919-1922) en lid van het College van Curatoren van het Koninklijk Nederlands Meteorologisch Instituut (KNMI) in De Bilt (1921-1941).

## Publicaties
Van Loon was auteur van de volgende publicaties:
- Het Kanaal van Gent naar Terneuzen, mede-auteur N.C. Lambrechtsen c.i., 's-Gravenhage, Koninklijk Instituut van Ingenieurs, 1909
- Canal de Gand à Terneuzen, Amsterdam, Amsterdamsche Boek- en Steendrukkerij v/h. Ellerman, Harms & Co., 1910
- Waterstaatwerken in Nederland., Amsterdam, Amsterdamsche Boek- en Steendrukkerij, 1910
- Rapporten en mededeelingen van den Rijkswaterstaat N°. 22, Verslag betreffende het gebruik van Indische en Australische houtsoorten, mede-auteur Ir. W.K. Du Croix, 's-Gravenhage, Ministerie van Waterstaat, 1926

## Onderscheidingen
- Eerediploma van de Wereldtentoonstelling te Brussel (1910)[10]
- Ridder in de Kroonorde van België (1911)[11]
- Ridder in de Orde van de Nederlandse Leeuw (1925)[12]
- Commandeur in de Orde van Oranje-Nassau (1930)[6]

- International Standard Name Identifier: 0000 0003 8741 8815
- Nederlandse Thesaurus van Auteursnamen: 181503506
- Virtual International Authority File: 280324331
- WorldCat: E39PBJr7V7c8r7jPcJw4HvGbVC